# Booker (Wrestling)
Mit Booker wird im professionellen Wrestling eine kreative Person bezeichnet, die für die Konzeption und Planung von Handlungssträngen, Charakterentwicklungen und Matchausgängen verantwortlich ist. Diese zentrale Position im kreativen Prozess entwickelte sich historisch aus einer logistischen Funktion, als Booker ursprünglich die Aufgabe hatten, Veranstaltungsorte für umherziehende Wrestling-Gruppen zu organisieren, bevor sie zunehmend Einfluss auf die dramaturgische Gestaltung der Shows erhielten.
Im modernen Wrestling entscheidet ein Booker über wesentliche Elemente wie Fehden zwischen Wrestlern, die Länge und den Verlauf von Kämpfen sowie die langfristige Entwicklung von Storylines, während den aktiven Wrestlern je nach Erfahrung unterschiedlich großer Spielraum für Improvisation eingeräumt wird. Im Unterschied zu Producern, die sich auf die praktische Umsetzung einzelner Segmente konzentrieren, arbeiten Booker auf einer strategischen Ebene und sind für die Gesamtausrichtung des Wrestling-Produkts zuständig. Die Qualität des Bookings gilt als entscheidender Erfolgsfaktor für Wrestling-Unternehmen, da ein ausgewogenes Verhältnis zwischen kurzfristiger Unterhaltung und langfristigem Storytelling das Publikumsinteresse nachhaltig fördert.

## Geschichte und Entwicklung des Konzepts eines Bookers

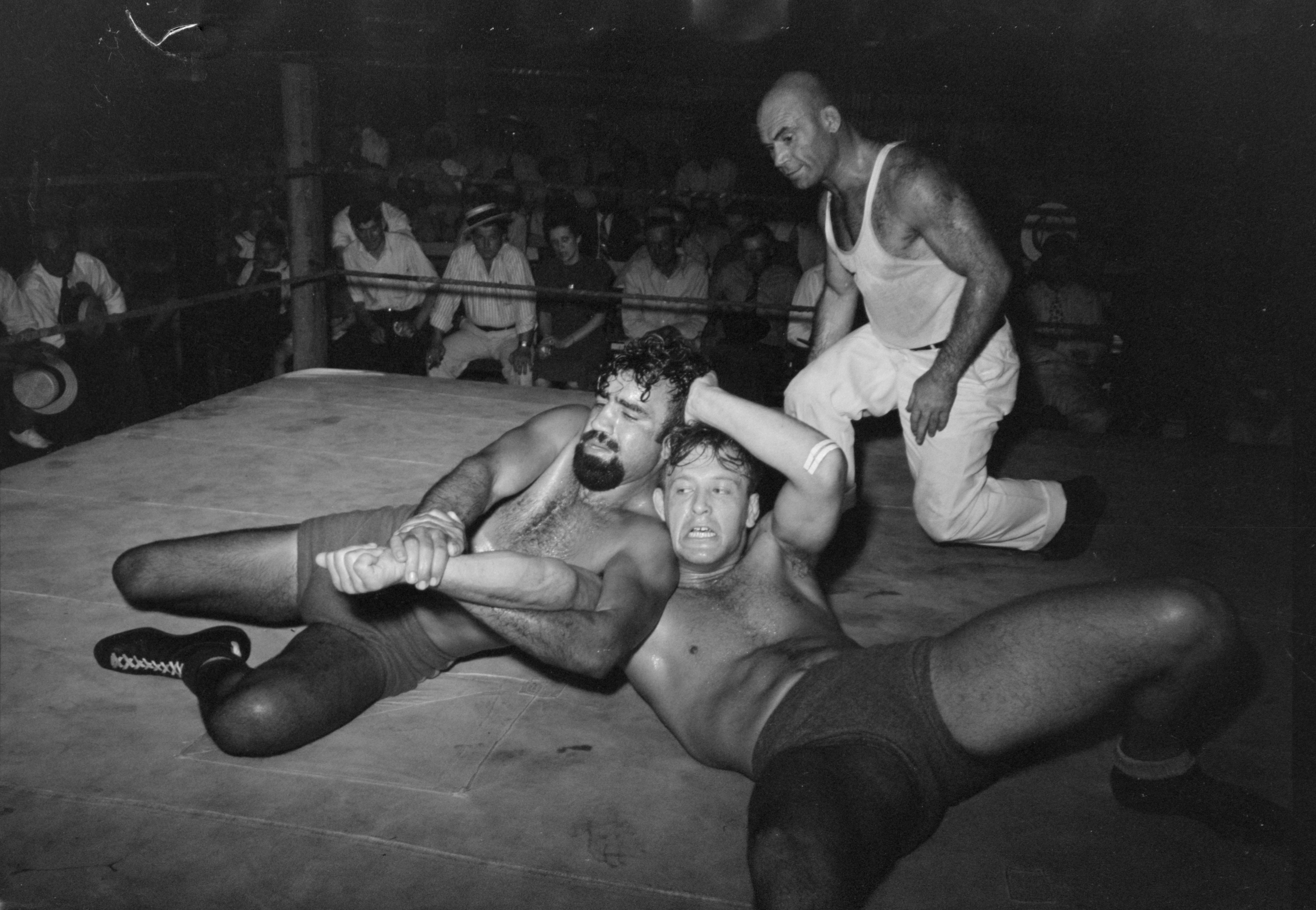
Historische Wrestlingszene Mitte 1938

Der Begriff „Booker“ im Wrestling entstammt einer frühen Zeitperiode des Sports, als die Wrestler noch eng mit Karnevals- und Zirkusveranstaltungen mitreisten. Der Booker fuhr den ziehenden Wrestlern voraus, um Veranstaltungsorte zu reservieren.
Die formale Definition eines Bookers wurde bereits 1956 vom United States District Court for the Southern District of Iowa festgelegt, der einen Booker als „eine Person, die gegen Gebühr oder Provision Vereinbarungen trifft“ beschrieb. In den Anfängen des professionellen Wrestlings, als die Veranstaltungen noch auf Jahrmärkten und in Hinterzimmern stattfanden, entwickelte sich die Rolle des Bookers parallel zur Transformation des Wrestlings selbst.
Mit der wachsenden Popularität des Sports in der Territorial Era, die sich etwa von den 1950er bis in die frühen 1980er Jahre erstreckte, etablierten sich lokale Promotions mit eigenen Bookern, die einen festen Kader an Athleten verwalteten. Diese Booker entschieden nicht nur darüber, welche Wrestler gegeneinander antraten, sondern legten auch den Ausgang der Matches fest, um dramaturgisch interessante Handlungsverläufe für das Publikum zu schaffen. „Fixed Matches“ mit vorherbestimmtem Verlauf wurden ein zentrales Element, um den Unterhaltungswert zu steigern und die Zuschauer zu einer Rückkehr zu bewegen. In kleineren Promotions war der Booker häufig gleichzeitig der Eigentümer des Unternehmens und erstellte sowohl die Match-Cards als auch wichtige Handlungsstränge für die Storylines.
Mit dem Aufstieg größerer Promotions wie der damaligen WWF (heute WWE) unter Vincent J. McMahon in den 1950er Jahren und später unter seinem Sohn Vince McMahon differenzierte sich die Rolle des Bookers weiter aus. Während einige berühmte Booker wie Eddie Graham den „Dusty Finish“ (einen scheinbaren Sieg des Face, der auf Grund einer formalen oder regeltechnischen Kleinigkeit zurückgenommen wird) oder Dusty Rhodes das „WarGames“-Konzept einführten, kamen andere wie Atsushi Onita mit dem „Exploding Barbed Wire Deathmatch“ zu Bekanntheit.
In modernen Wrestling-Promotions hat sich die Position des Bookers zu einer komplexen kreativen Rolle entwickelt, die für die Bestimmung von Match-Paarungen, Ausgängen und dem allgemeinen Verlauf von Storylines verantwortlich ist, wobei nicht jeder Promoter oder Leiter einer Promotion auch gleichzeitig als Booker fungiert.

## Rolle und Aufgaben eines Bookers
Ein Booker im professionellen Wrestling ist eine Person, die für die kreative Gestaltung des Showprogramms verantwortlich ist. Booker entwerfen Storylines, legen Fehden zwischen Wrestlern fest, bestimmen Match-Paarungen und planen die Ergebnisse der Kämpfe. Sie nehmen eine Funktion ein, die in anderen Unterhaltungsbranchen mit der eines Regisseurs, Showrunners oder Hauptautors vergleichbar wäre. Der Grad des Bookings kann dabei variieren – Booker geben in der Regel die Länge des Kampfes vor, bestimmen einige zentrale Aktionen und legen fest, welcher Wrestler als Sieger aus dem Match hervorgehen soll, während die Athleten das Match ansonsten relativ frei gestalten können. Erfahrenen Wrestlern wird dabei oft mehr Improvisationsfreiraum gewährt.
Historisch betrachtet arbeiteten Booker früher in einem System, bei dem sie mittels codierter Telegramme den lokalen Promotern mitteilten, welcher Wrestler gewinnen („go over“) und welcher verlieren („do the job“) sollte. Diese verschlüsselte Kommunikation diente dem Schutz des Geschäfts in einer Zeit, als Wrestling noch als echter Wettkampf präsentiert wurde. In der modernen Wrestlingindustrie arbeiten Booker oft in Teams unter der Leitung eines Hauptverantwortlichen. Sie müssen bei ihrer Arbeit flexibel sein, da Wrestling live vor Publikum stattfindet – wenn beispielsweise ein Wrestler kurzfristig ausfällt, muss der Booker das Skript spontan anpassen, damit die Geschichte trotzdem weitergeführt werden kann.
Die Tätigkeit als Booker erfordert eine Kombination aus kreativen Fähigkeiten, pragmatischem Denken und Personalführungskompetenzen. Booker müssen verschiedene Zielgruppen ansprechen – sowohl Gelegenheitsbesucher, die nur vereinzelte Shows sehen, als auch langjährige Fans, die komplexere Storylines verfolgen. In größeren Promotions wie WWE wurde die Funktion des Bookers zunehmend durch Teams von Autoren (Creative Teams) übernommen, während in kleineren, unabhängigen Promotions oft der Promoter selbst oder erfahrene Wrestler diese Rolle übernehmen. Im Laufe der Wrestling-Geschichte haben auch aktive Wrestler selbst als Booker gearbeitet, was mitunter kritisch gesehen wurde, da sie sich und ihren Freunden auf diese Weise Vorteile verschaffen konnten.
Im aktuellen Wrestling-Geschäft umfasst die Arbeit eines Bookers nicht nur die Matchplanung, sondern auch die Konzeption von Interviews, Promos (Ansprachen der Wrestler) und anderen Segmenten, die die Storylines vorantreiben. Die Herausforderung besteht darin, kohärente Geschichten zu entwickeln, die das Publikum emotional involvieren, während gleichzeitig auf unvorhergesehene Ereignisse wie Verletzungen oder andere Zwischenfälle reagiert werden muss. Ein erfolgreicher Booker muss die Balance zwischen langfristiger Planung und spontaner Anpassung finden, um ein unterhaltsames Produkt zu schaffen, das sowohl für die Zuschauer in der Halle als auch für das breitere Fernsehpublikum ansprechend ist.

## Booking-Prozess im Wrestling

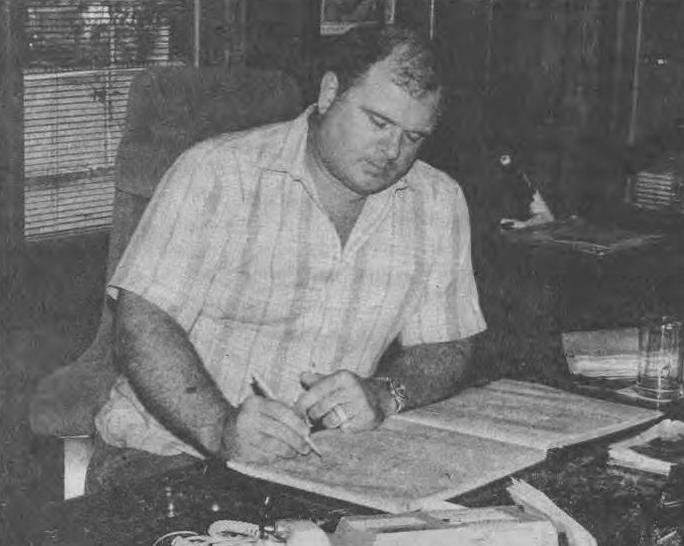
Bill Watts (Mid-South Wrestling) beim Booken (um 1986)

Der Booking-Prozess im professionellen Wrestling bezeichnet die kreative Planung von Storylines, Matchergebnissen und Charakterentwicklungen innerhalb einer Wrestling-Promotion. In der WWE variiert die Planungsintensität je nach Veranstaltung erheblich, wobei einige Events Monate im Voraus durchgeplant werden, während andere bis zum Veranstaltungstag Änderungen erfahren.
Die Grundstruktur beginnt typischerweise mit der Auswahl führender männlicher und weiblicher Superstars für jeden Brand, gefolgt von der Bestimmung ihrer potentiellen Gegner. Unter der kreativen Leitung von Vince McMahon war die WWE für ihren kontrollierenden Ansatz bekannt, bei dem Drehbücher häufig kurz vor Sendebeginn verworfen und umgeschrieben wurden. Seit Paul „Triple H“ Levesque die kreative Verantwortung übernommen hat, hat sich der Prozess zu einem kollaborativeren Modell entwickelt. Levesque beschreibt seinen Ansatz als utilitaristisch und zuschauerzentriert: „Es spielt keine Rolle, was dir gefällt. Es gibt Dinge, die wir kreativ machen, wo ich denke: ‚Das war schrecklich, aber sie haben es geliebt, also gehen wir in diese Richtung‘“.
Bei All Elite Wrestling (AEW) plant Präsident Tony Khan die Pay-per-View-Events detailliert, während die wöchentlichen Shows flexibler gestaltet werden. Bei Kooperationen mit anderen Promotions, wie der mit New Japan Pro-Wrestling (NJPW), beschreibt Khan den Prozess als gemeinsame Entscheidungsfindung: „Wir werden wie bei einem U-Boot zu zweit die Schlüssel drehen. Wir werden uns auf eine großartige Karte von Matches einigen.“ In der mexikanischen Promotion Lucha Libre AAA Worldwide wurde im Juni 2024 der ehemalige Wrestler Latin Lover als Creative Director eingestellt, wobei erwartet wird, dass er signifikanten Einfluss auf die Programmgestaltung und Rivalitätsentwicklung haben wird.
Für kleinere Promotions stellt das Booking vor allem logistische Herausforderungen dar, wobei es primär darum geht, das Erscheinen der Wrestler sicherzustellen und auf unvorhergesehene Umstände wie Verletzungen und persönliche Konflikte zu reagieren. Selbst in größeren Organisationen werden Pläne häufig metaphorisch „mit Bleistift geschrieben“, da Änderungen aufgrund der dynamischen Natur des Wrestlings unvermeidbar sind.

## Herausforderungen beim Booking
Das Booking im professionellen Wrestling umfasst zahlreiche strukturelle und kreative Herausforderungen, die sowohl die langfristige Planung als auch die tägliche Umsetzung betreffen. Eine zentrale Problematik stellt die Kontinuität der Storylines dar, wobei mangelnde Kontinuität von Folge zu Folge und fehlendes langfristiges Storytelling häufig kritisiert werden. Bei der World Championship Wrestling (WCW) führten fragwürdige Booking-Entscheidungen wie der sogenannte „Fingerpoke of Doom“ und die Entscheidung, hochkarätige Matches wie Bill Goldberg gegen Hulk Hogan bei regulären TV-Shows statt bei kostenpflichtigen Pay-per-View-Veranstaltungen zu zeigen, zu finanziellen Einbußen.
Die Herausforderung, ausgewogene Entscheidungen zwischen kurzfristigen Zuschauererfolgen und langfristiger Wertschöpfung zu treffen, bleibt bestehen. Mit der Globalisierung des Wrestlings sind zudem Sprachbarrieren zu einer wachsenden Herausforderung geworden, wie Shawn Michaels bezüglich internationaler Talente bei WWE NXT betonte: „Die größte Herausforderung bei diesen besonderen Talenten ist die Kommunikation und die Gewissheit, dass sie verstehen, was man ihnen vermitteln will, vor allem, wenn es um die Feinheiten geht.“ Diese Barrieren können das Booking verlangsamen und die Integration neuer Talente erschweren. Unvorhergesehene Verletzungen stellen eine weitere signifikante Herausforderung dar, wie der Fall von Ricky Starks zeigt, bei dem eine Verletzungssorge zu einer spontanen Änderung des Match-Ausgangs führte.
Die Rücksichtnahme auf Wrestler-Verträge erschwert ebenso die Planung, was in der WCW durch hochdotierte Verträge mit kreativer Freiheit für etablierte Stars besonders deutlich wurde und aufstrebende Talente benachteiligte. Die interne Kommunikation zwischen Wrestlern und Booking-Team stellt eine weitere Herausforderung dar, wobei Berichte darauf hindeuten, dass Frustration entsteht, wenn die Ideen und Bedenken der Talente nicht gehört werden. Viele Performer fühlen sich nicht ausreichend in Entscheidungsprozesse eingebunden, während ihre Vorschläge zur Verbesserung der Logik und Storyline-Kontinuität oft unberücksichtigt bleiben.

## Booking-Philosophien und -Regeln
Die Booking-Philosophien im Wrestling variieren je nach Promotion, Booker und Zeitperiode erheblich. Eine klassische Herangehensweise, die bereits von Sam Muchnick in St. Louis praktiziert wurde, bestand darin, austauschbare Wrestler an der Spitze zu positionieren, sodass kein einzelner Performer die gesamte Promotion gefährden konnte. Im Gegensatz dazu steht das von der WWE lange praktizierte Star-System, das einzelne Top-Performer in den Mittelpunkt stellt. Triple H, der seit 2022 die kreative Leitung der WWE übernommen hat, betont in seiner Booking-Philosophie die Bedeutung der Fan-Perspektive: „Vince [McMahon] hat mir vor Jahren beigebracht, dass man sich in die Zuschauer versetzen soll und dann kann man nichts falsch machen. Man muss immer diese Perspektive beibehalten.“ Er beschreibt Booking als ein „Gefühl“, bei dem es darum geht, „den ultimativen emotionalen Ort für die Talente, die Charaktere und die Geschichten, in denen sie sich befinden, zu finden“.
Viele Promotions und Booker entwickeln spezifische Regeln für ihr Booking. Diese können beinhalten, dass Titelregentschaften lange dauern sollten, um den Wert der Titel zu erhöhen, dass nach Unentschieden oder Titelverlusten keine sofortigen Rematches gewährt werden oder dass Tag-Team-Matches ausschließlich von etablierten Teams bestritten werden sollten. In NXT, dem Entwicklungs-Brand der WWE, legt Shawn Michaels laut Aussagen von Shawn Spears „viel Wert auf langfristiges Storytelling“ und arbeitet „mit viel Sorgfalt“, wobei nichts überstürzt wird, sondern auf „langsame Charakterentwicklung und wohlüberlegte Entscheidungen“ gesetzt wird. Für die Strukturierung eines Wrestling-Events ist die Balance entscheidend – ein Booker sollte eine vielfältige Auswahl an Talenten einsetzen, um eine ausgewogene Match-Card zu erstellen, anstatt zu viele ähnliche Performer zu nutzen. Der erste Kampf eines Events wird oft als besonders wichtig erachtet, da er den Ton für den Rest der Veranstaltung setzt und das Publikum energetisieren soll.
Booking-Entscheidungen sind regelmäßig Gegenstand kontroverser Diskussionen unter Fans und Branchenexperten. So kritisierte beispielsweise Vince Russo die Entscheidung von Triple H, die Intercontinental-Championesse Lyra Valkyria in ihrem ersten Einzelmatch nach dem Titelgewinn gegen Bayley verlieren zu lassen, noch bevor sie eine erfolgreiche Titelverteidigung absolvieren konnte. Ähnlich kontrovers wurde die Situation um Seth Rollins diskutiert, der sich 2023 über das Booking in einer Post-WrestleMania-Ausgabe von Monday Night RAW verärgert zeigte. Die Booking-Philosophie von Tony Khan in All Elite Wrestling (AEW) wurde ebenfalls zum Gegenstand von Kritik durch Branchenveteranen wie Eric Bischoff, was die subjektive Natur der Bewertung von Booking-Entscheidungen unterstreicht.

## Karrierewege und Qualifikationen im Bereich des Bookings
Der Einstieg in die Tätigkeit als Wrestling-Booker kann auf verschiedenen Wegen erfolgen. Ehemalige Wrestler bilden eine bedeutende Gruppe unter den Bookern, wobei ein langjähriger Aufbau von Vertrauen und Netzwerken innerhalb der Branche als grundlegende Voraussetzung gilt. Es wird empfohlen, zunächst fünf bis zehn Jahre in der Wrestling-Industrie zu arbeiten, bevor man eine Position im kreativen Bereich anstrebt. Der ehemalige WWE-Autor Jimmy Jacobs beschreibt seinen Weg ins Booking als einen Prozess, bei dem er seine bestehenden Kontakte zu etablierten Wrestlern wie Daniel Bryan und Seth Rollins nutzte, um Verbindungen zum Kreativteam herzustellen. Eine akademische Ausbildung in relevanten Fachbereichen wie Kommunikation, Journalismus oder Kreatives Schreiben wird als förderlich angesehen, ebenso wie Erfahrungen im Verfassen von Drehbüchern für Theater oder Kurzfilme.
Große Wrestling-Unternehmen wie WWE suchen gezielt nach Kandidaten mit mehrjähriger Berufserfahrung im Kreativen Schreiben; so werden laut einer offiziellen Stellenausschreibung mindestens fünf Jahre Erfahrung im Schreiben für Fernsehen, Film oder soziale Medien sowie Kenntnisse in der Zusammenarbeit mit Darstellern vorausgesetzt. Ein alternativer Einstiegsweg führt über Praktika bei Wrestling-Unternehmen oder freiwilliges Engagement bei lokalen Wrestling-Veranstaltungen, wo durch Übernahme verschiedener Aufgaben wichtige Kontakte geknüpft werden können.
Manche angehende Booker entscheiden sich für die Gründung einer eigenen Wrestling-Promotion, wobei spezielle Kurse wie The Becoming A Booker Or Promoter Course fundamentale Kenntnisse vermitteln. Der Einstieg über Wrestling-Medien stellt eine weitere Option dar, wobei Plattformen wie Spotfight.de gezielt nach Autoren für Wrestling-Dokumentationen und Nachrichtenberichte suchen. Ehemalige WWE-Autoren berichten, dass der tatsächliche Arbeitsalltag eines Bookers oft von den anfänglichen Vorstellungen abweicht und eine intensive Auseinandersetzung mit kleinsten Details der Storylines erfordert. Die Größe der Kreativteams variiert je nach Unternehmen; bei WWE besteht das Autorenteam aus etwa 25 Personen, die in ein „Home Team“ und ein „Road Team“ aufgeteilt sind.

## Abgrenzung von Bookern zu Producern
Die Abgrenzung zwischen Bookern und Producern stellt im professionellen Wrestling eine wesentliche funktionale Differenzierung im kreativen und produktionstechnischen Ablauf dar. Während Booker primär für die strategische Gestaltung von Storylines, die Festlegung von Fehden und die langfristige Ausrichtung des Programms verantwortlich sind, übernehmen Producer eher die taktische Umsetzung einzelner Matches und Segmente. Der ehemalige WWE- und WCW-Funktionär Jim Cornette beschreibt diese Unterscheidung folgendermaßen: „Der Booker bestimmt grundlegende Elemente wie die Paarungen der Wrestler, den Ausgang der Kämpfe und die narrativen Entwicklungen, die zu diesen Auseinandersetzungen führen.“ Ein Producer hingegen fungiert, wie von WWE-Producer Adam Pearce dargelegt, als Bindeglied zwischen der Unternehmensführung und den aktiven Wrestlern, indem er für die operative Umsetzung dieser konzeptionellen Vorgaben in der praktischen Match-Gestaltung sorgt.
Booker arbeiten historisch betrachtet auf einer makroskopischen Ebene, auf der sie mittels langfristiger Planung den Gesamtkontext des Wrestling-Produkts gestalten – vom Aufbau einzelner Charaktere bis hin zu mehrmonatigen Handlungssträngen, die in großen Veranstaltungen kulminieren. Producer konzentrieren sich hingegen auf die mikroskopische Ebene des einzelnen Auftritts, wobei sie laut Brian Meyers „stundenlang vor allen anderen“ am Veranstaltungsort eintreffen, um die technischen und performativen Aspekte der Show zu koordinieren. Bei größeren Promotionen wie WWE werden den Producern spezifische Matches und Segmente zugewiesen, für deren reibungslosen Ablauf sie verantwortlich zeichnen, was auch die Kommunikation mit dem Produktionsteam hinsichtlich Kameraführung und Timing einschließt. 

## Fantasy-Booking
Fantasy-Booking bezeichnet die Praxis, bei der Wrestling-Fans selbstständig Storylines, Matches oder komplette Shows konzipieren, als wären sie die tatsächlichen Booker oder Kreativverantwortlichen einer Wrestling-Organisation. Dieser Aspekt der Fan-Kultur entwickelte sich parallel zum professionellen Wrestling und nahm mit dem Aufkommen des Internets in den 1980er und 1990er Jahren deutlich an Bedeutung zu.
Die frühesten Formen des Fantasy-Bookings entstanden in den späten 1980er Jahren durch Play-by-mail-Formate, die in Wrestling-Zeitschriften vorgestellt wurden, bevor sich die Praxis durch Online-Dienste wie Prodigy, AOL und Compuserve weiter verbreitete. Mit der technologischen Entwicklung nutzen Fantasy-Booker heute verschiedene Plattformen wie soziale Medien, Foren, YouTube und spezialisierte Websites, um ihre kreativen Ideen zu teilen.
In Deutschland existierten bereits seit 1997 organisierte Fantasy-Wrestling-Promotions wie die German Wrestling Federation (GWF), die als „Mutter des deutschen Fantasy Wrestlings“ gilt und von Horst von Soosten und Madcap gegründet wurde. Die Einflussnahme von Fan-Booking auf professionelles Wrestling ist umstritten, wie die Kontroverse um AEW-Präsident Tony Khan zeigt, dem vorgeworfen wird, sich beim Booking zu stark von Fanmeinungen in sozialen Medien beeinflussen zu lassen. WWE Hall of Famer The Undertaker äußerte sich kritisch gegenüber dieser Entwicklung und forderte Fans auf: „Versucht nicht, die Shows zu booken. [...] Lehnt euch zurück und genießt die Fahrt“. Dennoch gibt es Fälle, in denen professionelle Booker Fan-Ideen aufgegriffen haben – Khan selbst hat einen Wrestling-Fan auf Twitter dafür gewürdigt, seinen Booking-Stil beeinflusst zu haben.
Fantasy-Booking manifestiert sich heute in verschiedenen Formaten, darunter Video-Spiele mit General-Manager-Modi wie WWE 2K, Online-Foren mit eigenen Booking-Promotions und „E-Feds“ (E-Mail-basierte Fantasy-Wrestling-Promotions).

## Bekannte Booker (Auswahl)

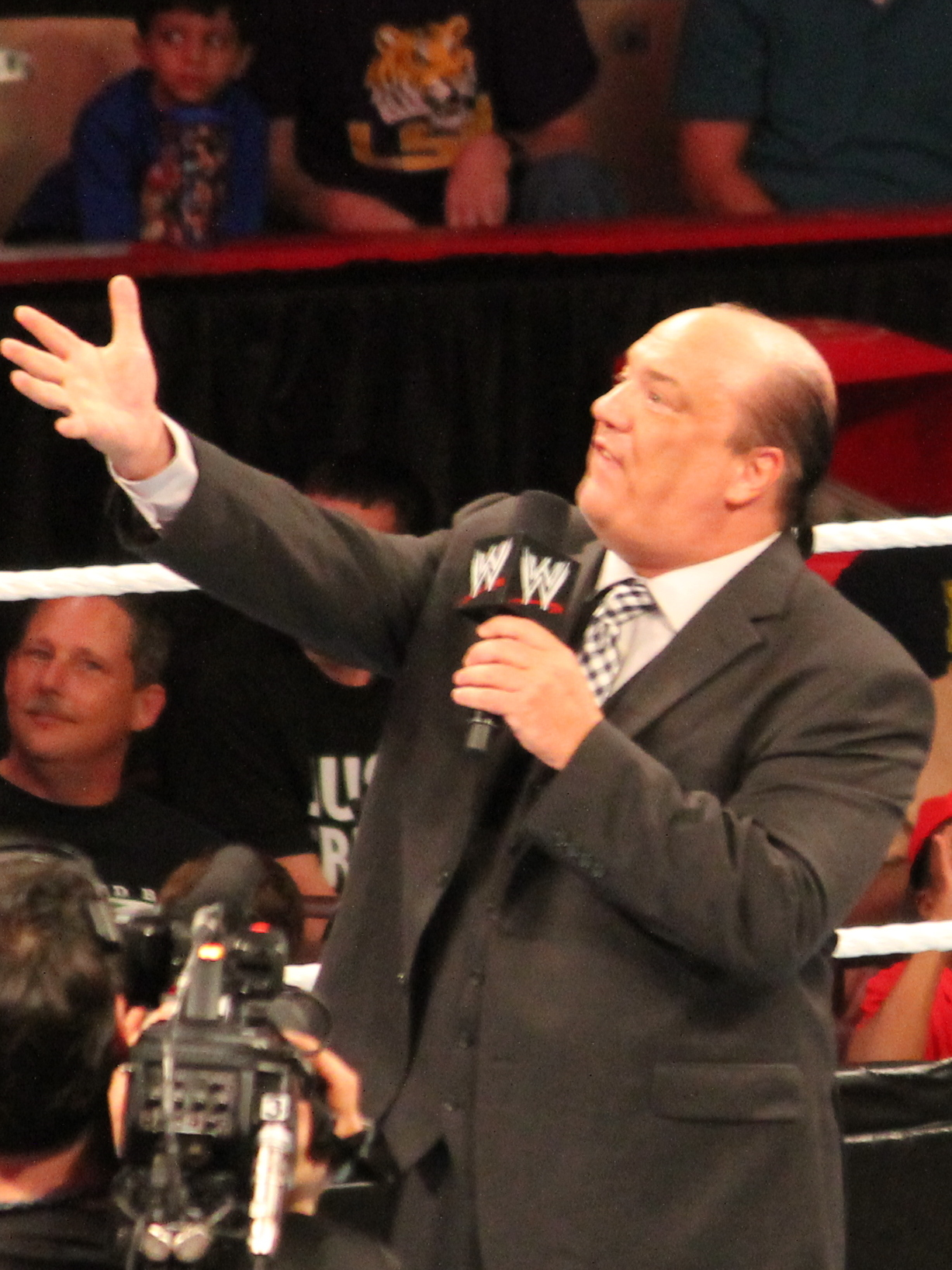
Paul Heyman, On-Screen-Booker bei WWE (2013)

- Ole Anderson alias Alan Robert Rogowski (1942–2024)
- Shōhei Baba (1938–1999)
- Riki Choshu alias Kwak Gwang-ung (* 1951)
- Scott Francis D’Amore (* 1974)
- Ed Ferrara alias Edward Ferrara (* 1966)
- Ric Flair alias Richard Morgan Fliehr (* 1949)
- Eddie Gilbert alias Thomas Edward Gilbert Jr. (1961–1995)
- Paul Heyman (* 1965)
- Hulk Hogan alias Terrence „Terry“ Gene Bollea (1953–2025)
- Mitsuharu Misawa (1962–2009)
- Kevin Nash alias Kevin Scott Nash (* 1959)
- Pat Patterson alias Pierre Clermont (1941–2020)
- Dusty Rhodes alias Virgil Riley Runnels Jr. (1945–2015)
- Vince Russo alias Vincent James Russo (* 1961)
- Kevin Sullivan alias Kevin Francis Sullivan (1949–2024)
- Terry Taylor alias Paul Worden Taylor III (* 1955)
- Bill Watts alias William F. Watts Jr. (* 1939)